# Oost-Pruisisch voetbalkampioenschap 1923/24
In 1923/24 werd het negende Oost-Pruisisch voetbalkampioenschap gespeeld, dat georganiseerd werd door de Baltische voetbalbond.
VfB Königsberg werd kampioen en plaatste zich voor de Baltische eindronde. Ook hier werd de club kampioen en plaatste zich zo voor de eindronde om de Duitse landstitel. De club verloor in de eerste ronde van SpVgg 1899 Leipzig.

## Reguliere competitie

### Bezirksliga Königsberg
SV Baltia wijzigde de naam in SC Baltia. Königsberger STV was de voetbalafdeling van MTV Ponarth, die zelfstandig geworden was. 
| Plaats | Club                             | Wed. | W  | G | V  | Saldo | Ptn. |
| ------ | -------------------------------- | ---- | -- | - | -- | ----- | ---- |
| 1.     | VfB 1900 Königsberg              | 14   | 11 | 3 | 0  | 56:12 | 25   |
| 2.     | SV Prussia-Samland Königsberg    | 14   | 10 | 3 | 1  | 47:20 | 23   |
| 3.     | Königsberger STV                 | 13   | 7  | 1 | 5  | 50:30 | 15   |
| 4.     | SC Hansa Königsberg              | 13   | 6  | 1 | 6  | 18:39 | 13   |
| 5.     | SpVgg ASCO Königsberg            | 13   | 5  | 2 | 6  | 19:23 | 12   |
| 6.     | SV Rasensport-Preußen Königsberg | 14   | 2  | 5 | 7  | 24:33 | 9    |
| 7.     | SC Baltia 1903 Königsberg        | 14   | 2  | 2 | 10 | 17:40 | 6    |
| 8.     | SV Concordia 1911 Königsberg     | 13   | 1  | 3 | 9  | 19:53 | 5    |

|  | Kampioen, geplaatst voor eindronde |

### Bezirksliga Tilsit
| Plaats | Club                        | Wed. | W | G | V | Saldo | Ptn. |
| ------ | --------------------------- | ---- | - | - | - | ----- | ---- |
| 1.     | SC Lituania 1904 Tilsit     | 5    | 4 | 0 | 1 | 14:4  | 8    |
| 2.     | VfK Tilsit 1911/1921        | 4    | 2 | 0 | 2 | 1:6   | 4    |
| 3.     | Sportabteilung MTV Memel I  | 3    | 1 | 0 | 2 | 6:5   | 2    |
| 4.     | VfR Tilsit                  | 0    | 0 | 0 | 0 | 0:0   | 0    |
| 5.     | Sportabteilung MTV Memel II | 2    | 0 | 0 | 2 | 0:6   | 0    |

|  | Kampioen, geplaatst voor eindronde |
|  | Degradatie                         |

### Bezirksliga Insterburg-Gumbinnen
Het doelsaldo is niet correct. 
| Plaats | Club                      | Wed. | W | G | V | Saldo | Ptn. |
| ------ | ------------------------- | ---- | - | - | - | ----- | ---- |
| 1.     | SV Stallupönen            | 8    | 6 | 2 | 0 | 15:9  | 14   |
| 2.     | SV Insterburg             | 8    | 3 | 3 | 2 | 24:15 | 9    |
| 3.     | SC Ost Eydtkuhnen         | 8    | 2 | 3 | 3 | 9:16  | 7    |
| 4.     | FC Preußen 1907 Gumbinnen | 8    | 2 | 2 | 4 | 13:23 | 6    |
| 5.     | SC Preußen Insterburg     | 8    | 2 | 0 | 6 | 17:19 | 4    |

|  | Kampioen, geplaatst voor eindronde |

### Bezirksliga Südostpreußen
| Plaats | Club                          | Wed. | W | G | V | Saldo | Ptn. |
| ------ | ----------------------------- | ---- | - | - | - | ----- | ---- |
| 1.     | SV Viktoria Allenstein 1916   | 3    | 3 | 0 | 0 | 13:3  | 6    |
| 2.     | SV Allenstein 1910            | 4    | 1 | 2 | 1 | 8:7   | 4    |
| 3.     | SV Hindenburg Allenstein 1921 | 2    | 1 | 0 | 1 | 2:3   | 2    |
| 4.     | VfB Osterode                  | 3    | 0 | 2 | 1 | 4:9   | 2    |
| 5.     | VfB Deutsch Eylau             | 1    | 0 | 0 | 1 | 3:6   | 0    |
| 6.     | Osteroder SC 1908             | 1    | 0 | 0 | 1 | 1:3   | 0    |

|  | Kampioen, geplaatst voor eindronde                              |
|  | Trok zich terug uit de hoogste klasse voor het volgende seizoen |

### Bezirksliga Masuren
| Plaats | Club               | Wed. | W | G | V | Saldo | Ptn. |
| ------ | ------------------ | ---- | - | - | - | ----- | ---- |
| 1.     | SV Sensburg 1920   | 3    | 2 | 0 | 1 | 12:6  | 4    |
| 2.     | Masovia Lyck       | 3    | 1 | 2 | 0 | 6:5   | 4    |
| 3.     | SV Schupo Lyck     | 1    | 0 | 1 | 0 | 3:3   | 1    |
| 4.     | SV Marggabowa 1915 | 3    | 0 | 1 | 2 | 3:10  | 1    |

|  | Kampioen, geplaatst voor eindronde |
|  | Degradatie                         |

### Bezirksliga Ostpreußen West
| Plaats | Club                 | Wed. | W | G | V | Saldo | Ptn. |
| ------ | -------------------- | ---- | - | - | - | ----- | ---- |
| 1.     | Marienburger SV 1905 | 6    | 5 | 0 | 1 | 19:8  | 10   |
| 2.     | SV Viktoria Elbing   | 7    | 5 | 0 | 2 | 17:9  | 10   |
| 3.     | Elbinger SV 1905     | 7    | 4 | 0 | 3 | 14:15 | 8    |
| 4.     | SV Marienwerder      | 6    | 1 | 0 | 5 | 6:14  | 2    |
| 5.     | VfR Hansa Elbing     | 6    | 1 | 0 | 5 | 7:17  | 2    |

|  | Play-off |

Omdat men in tijdnood zat werd Viktoria Elbing naar de Oost-Pruisische eindronde gestuurd, de play-off om de titel werd pas een jaar later gespeeld. 
Play-off
|                  |                    |       |                      |        |
| 31 augustus 1924 | SV Viktoria Elbing | 6 – 0 | Marienburger SV 1905 | Elbing |
| 31 augustus 1924 |                    |       |                      | Elbing |

Replay
|                  |                    |              |                      |        |
| 19 november 1924 | SV Viktoria Elbing | 4 – 1 (n.v.) | Marienburger SV 1905 | Elbing |
| 19 november 1924 |                    |              |                      | Elbing |

Marienburger tekende, met succes, protest aan tegen de uitslag en er kwam een replay die evenwel ook door Viktoria gewonnen werd. 

### Bezirksliga Ostpreußen Mitte
Uit de Bezirksliga Ostpreußen Mitte is enkel kampioen SV Hindenburg Rastenburg bekend.

## Eindronde

### Groep A
| Plaats | Club                    | Wed. | W | G | V | Saldo | Ptn. |
| ------ | ----------------------- | ---- | - | - | - | ----- | ---- |
| 1.     | SC Lituania 1904 Tilsit | 2    | 1 | 1 | 0 | 7:3   | 3    |
| 2.     | VfB 1900 Königsberg     | 2    | 1 | 1 | 0 | 3:3   | 3    |
| 3.     | SV Stallupönen          | 2    | 0 | 0 | 2 | 0:4   | 0    |

|  | Play-off voor finale |

Play-off
|                 |                    |       |                |        |
| 4 november 1923 | SC Lituania Tilsit | 0 – 7 | VfB Königsberg | Tilsit |
| 4 november 1923 |                    |       |                | Tilsit |

### Groep B
| Plaats | Club                        | Wed. | W | G | V | Saldo | Ptn. |
| ------ | --------------------------- | ---- | - | - | - | ----- | ---- |
| 1.     | SV Viktoria Allenstein 1916 | 3    | 2 | 0 | 1 | 3:1   | 4    |
| 2.     | SV Sensburg 1920            | 3    | 2 | 0 | 1 | 2:3   | 4    |
| 3.     | SV Hindeburg Rastenburg     | 3    | 1 | 0 | 2 | 2:1   | 2    |
| 4.     | SV Viktoria Elbing          | 3    | 1 | 0 | 2 | 5:7   | 2    |

|  | Play-off voor finale |

Play-off
|                 |                        |       |                  |            |
| 21 oktober 1923 | SV Viktoria Allenstein | 4 – 1 | SV Sensburg 1920 | Allenstein |
| 21 oktober 1923 |                        |       |                  | Allenstein |

### Finale
|                  |                |       |                        |            |
| 25 november 1923 | VfB Königsberg | 5 – 2 | SV Viktoria Allenstein | Königsberg |
| 25 november 1923 |                |       |                        | Königsberg |